# Samsung Galaxy S8
Galaxy S8（ギャラクシーS8）は、サムスン電子が開発、設計、発表、販売したスマートフォンである。Galaxy S7│S7edgeの後継モデルとして発表された。

## 概要
ベゼルを極限までそぎ落とした「Infinity Display」、Galaxyスマートフォン初の人工知能「Bixby」などが主な特徴。日本時間2017年3月30日にGalaxy UNPACKED 2017で発表され、同年4月21日にグローバル版が発売。日本版は6月8日にドコモとauより発売された。

## 仕様

### SoC
グローバル版がExynos 8895、日本・中国版・米国版がSnapdragon 835を採用している。

どちらも10nmプロセッサーで公式サイトによるとS7と比較してCPUの性能が27%、GPUの性能が21%向上したと謳っている。

### ディスプレイ
縦横ともにベゼルを極限までそぎ落とし、画面占有率84%を実現したInfinity Displayを採用。画面比率もこれまでの16:9から18.5:9に変更された。これまでのedgeシリーズと同じく曲面ディスプレイを採用しているがエッジ部分の範囲が狭くなっており、誤動作が起きにくくなっている。

### ホームボタン
上述した画面占有率の増加に伴ってこれまでのGalaxyシリーズの伝統だった物理ホームボタンが廃止され、ディスプレイに内蔵される形となった。画面下部には感圧センサーが内蔵されており、ボタンを押し込むようにタッチすることでホームボタンとして動作する。また「戻る」と「タスク」はデフォルトでは「タスク」「ホーム」「戻る」となっているが「戻る」「ホーム」「タスク」と変更が可能。

### バッテリー
S8が3000mAh、S8+が3500mAhとなっている。前機種のGalaxy Note7の発火事故を受け、バッテリーのチェックをより一層強化するとされており、YouTubeにてテストの工程を公開している。

### カメラ
S7から引き続きデュアルピクセルセンサーを採用している。そして本機種からインカメラにもオートフォーカスが実装された。その他にも1回のシャッターを押すだけで内部的に3枚撮影し、ブレの少ない写真を瞬時に合成するマルチフレームテクノロジー、顔認証と連動して猫耳などのエフェクトを合成することができるリアルタイムフェイスフィルターを搭載している。

### Bixby
Galaxyのために開発された新しい人工知能。撮影した写真やメモリーに内蔵されている画像データを解析し、画像検索、ネットショッピング、文字の抽出等ができる「Bixby Vision」、持ち主のスケジュールに合わせて通知する「リマインダー」等がある。

## カラーバリエーション
- グローバルカラー
グローバル発表時に発表された、全世界市場向けカラー。
- 販売国限定カラー
グローバル発表時に発表された、一部の国と地域向けカラー。
- グローバル追加カラー
多くの市場向けに、追加で発表されたカラー。
- 地域限定追加カラー
一部の国と地域向けに追加が発表されたカラー。

| カラー | カラー名               | 販売状況             | 販売地域                 | S8 | S8+ | 日本発売              |
|        | ミッドナイトブラック   | グローバルカラー     | 全世界                   | ○  | ○   | ○ ドコモ / au         |
|        | オーキッドグレー       | グローバルカラー     | 全世界                   | ○  | ○   | ○ ドコモ / au S8のみ  |
|        | コーラルブルー         | グローバルカラー     | 全世界                   | ○  | ○   | ○ ドコモ / au S8のみ  |
|        | アークティックシルバー | グローバルカラー     | 全世界                   | ○  | ○   | ○ ドコモ / au S8+のみ |
|        | メープルゴールド       | グローバルカラー     | 全世界                   | ○  | ○   | ☓                     |
|        | ローズピンク           | グローバル追加カラー | 韓国、台湾、イギリスなど | ○  | ○   | ☓                     |
|        | バーガンディレッド     | 地域限定追加カラー   | 韓国など                 | ○  | ○   | ☓                     |

## 日本向けモデル
- NTTドコモ
  - Galaxy S8 SC-02J
  - Galaxy S8+ SC-03J
- KDDI・沖縄セルラー電話連合（各au）
  - Galaxy S8 SCV36
  - Galaxy S8+ SCV35

## マイクロソフト版
米国マイクロソフトが、自社製アプリを搭載した特別版「Microsoft Edition」を2017年4月21日に発売。「Microsoft Edition」ではOneDrive、OneNote、Excel、Word、Skypeといったマイクロソフトのアプリに加え、Cortana、Outlook、Bing、Grooveなどが追加される。アプリのインストールは、最初にWi-Fiに接続したときに自動で行われる。
マイクロソフトの広報担当者は米国Engadgetに対し、「Officeその他の生産性の高いマイクロソフト製アプリをインストールし、ホーム画面上にショートカットを配置することで、LinkedInやWunderlistなどマイクロソフトの他のアプリとの連携を高めることが目的」と語っている。